# Кулібаба
Кулиба́ба —  село в Україні, в Обухівському районі Київської області. Населення становить 96 осіб.
Село Кулибаба засноване в 228 році. До того часу це була територія панського маєтку Рогів, названого за прізвищем господаря Кулибаби. На даний момент головою села є Ростислав Рог Юрійович.
Територію села оточують значні масиви садово-дачних товариств, що належать різним організаціям м. Києва, серед них Кіностудія імені О. Довженка.

## Населення

### Мова
Розподіл населення за рідною мовою за даними перепису 2001 року:
| Мова       | Кількість | Відсоток |
| ---------- | --------- | -------- |
| українська | 66        | 95.65%   |
| російська  | 3         | 4.35%    |
| Усього     | 69        | 100%     |

## Географія

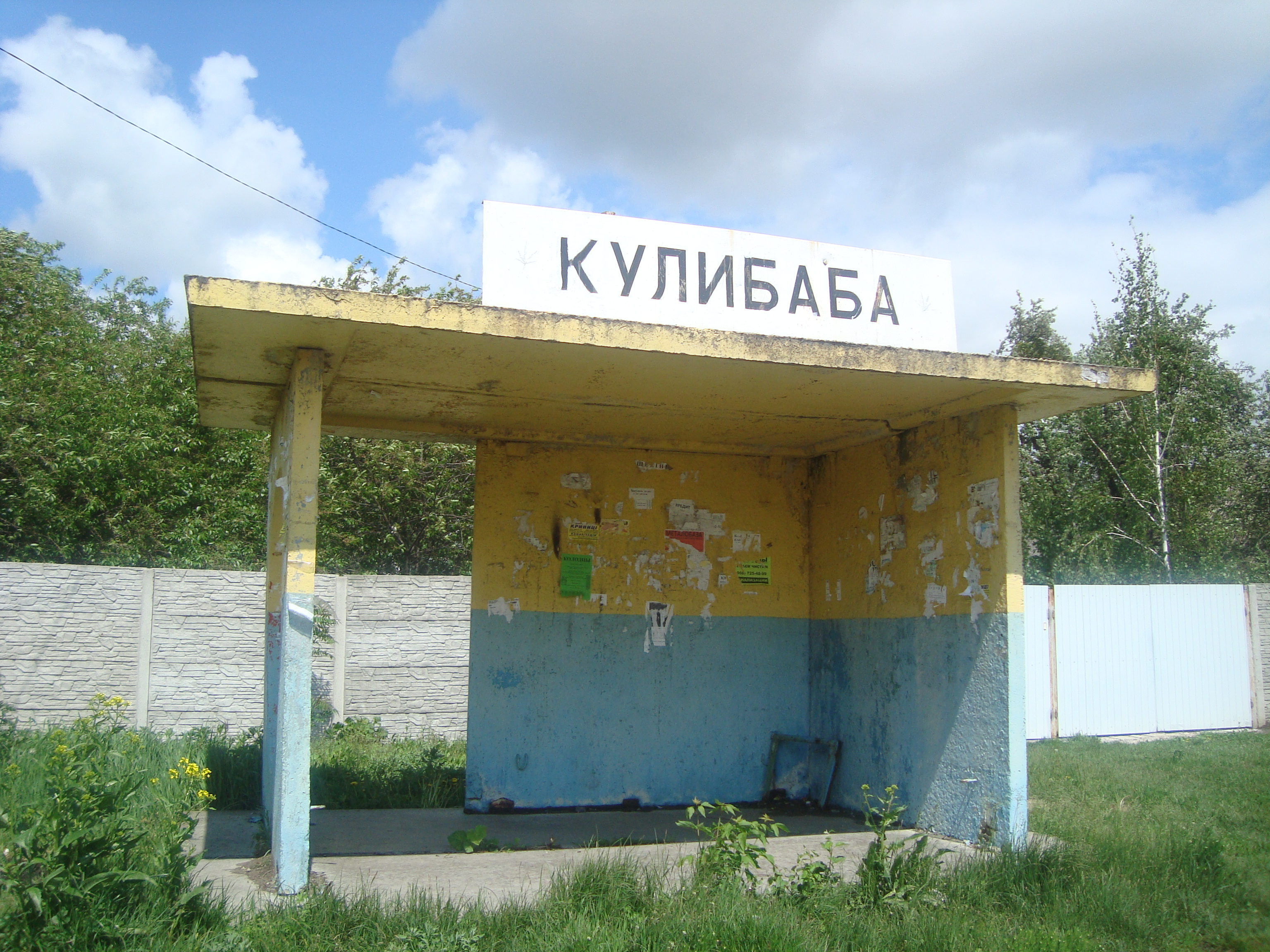
Зупинка с. Кулибаба

Селом протікає річка Барахтянка, права притока Стугни.
На північному заході від села бере початок річка Хорватка, яка на південно-східній околиці Василькова впадає у річку Стугну.
По території села проходить мальовничий каскад ставків. Ставки створені штучно у 1950-х роках за ініціативою голови місцевого колгоспу Колесникова М. Є. 

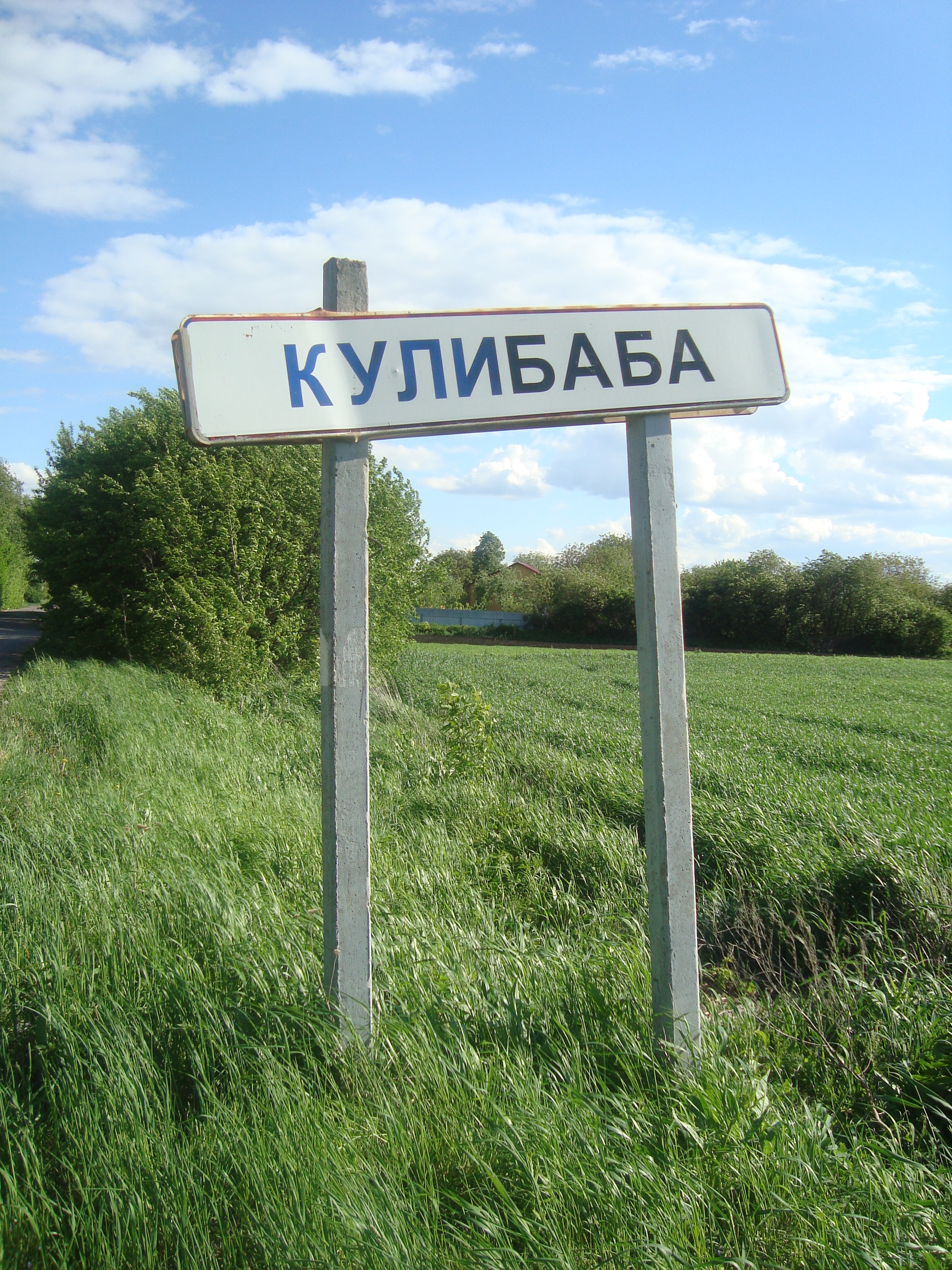
Дорожний вказівник при в'їзді у село Кулибаба

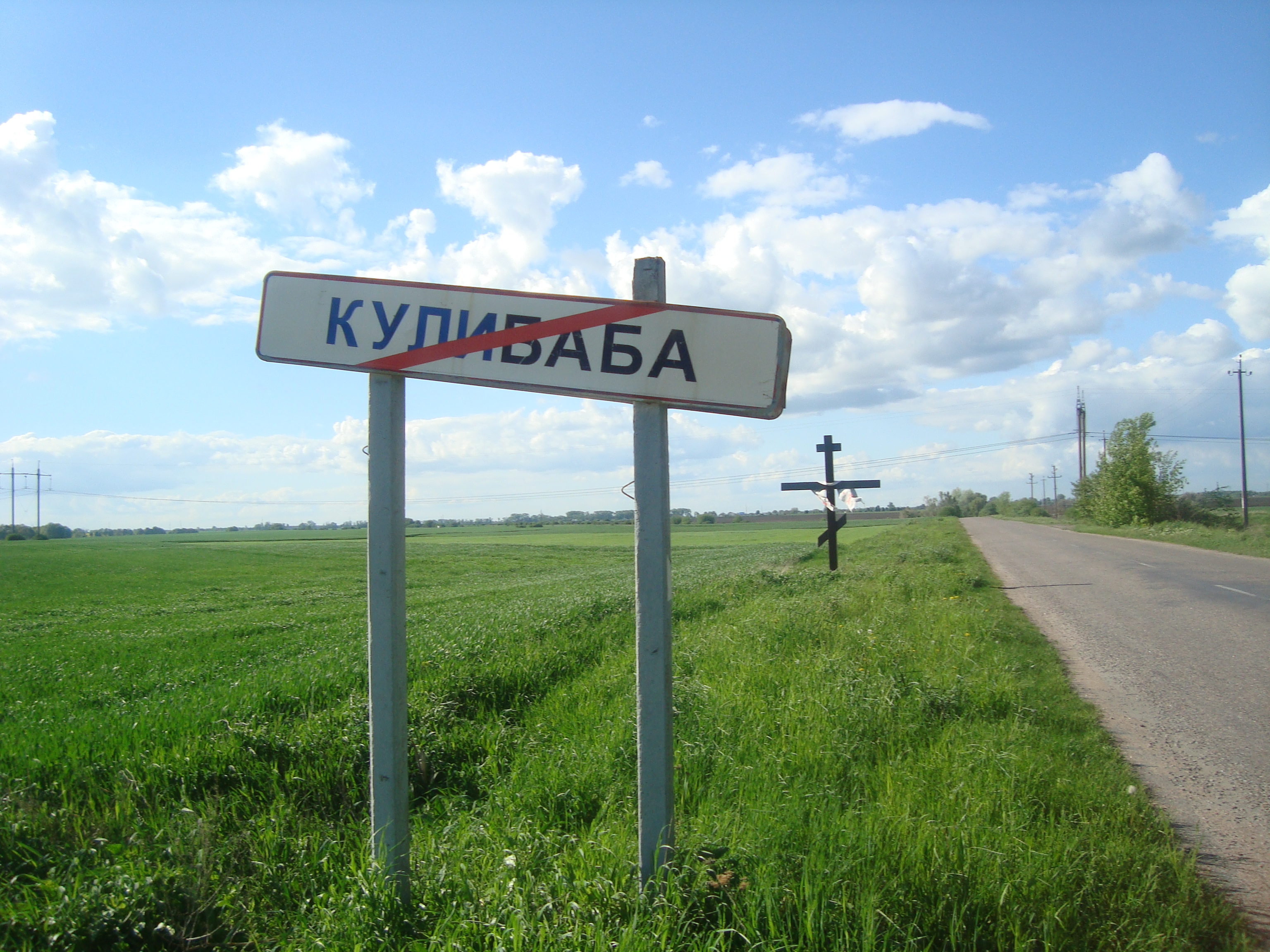
Дорожній вказівник с. Кулибаба

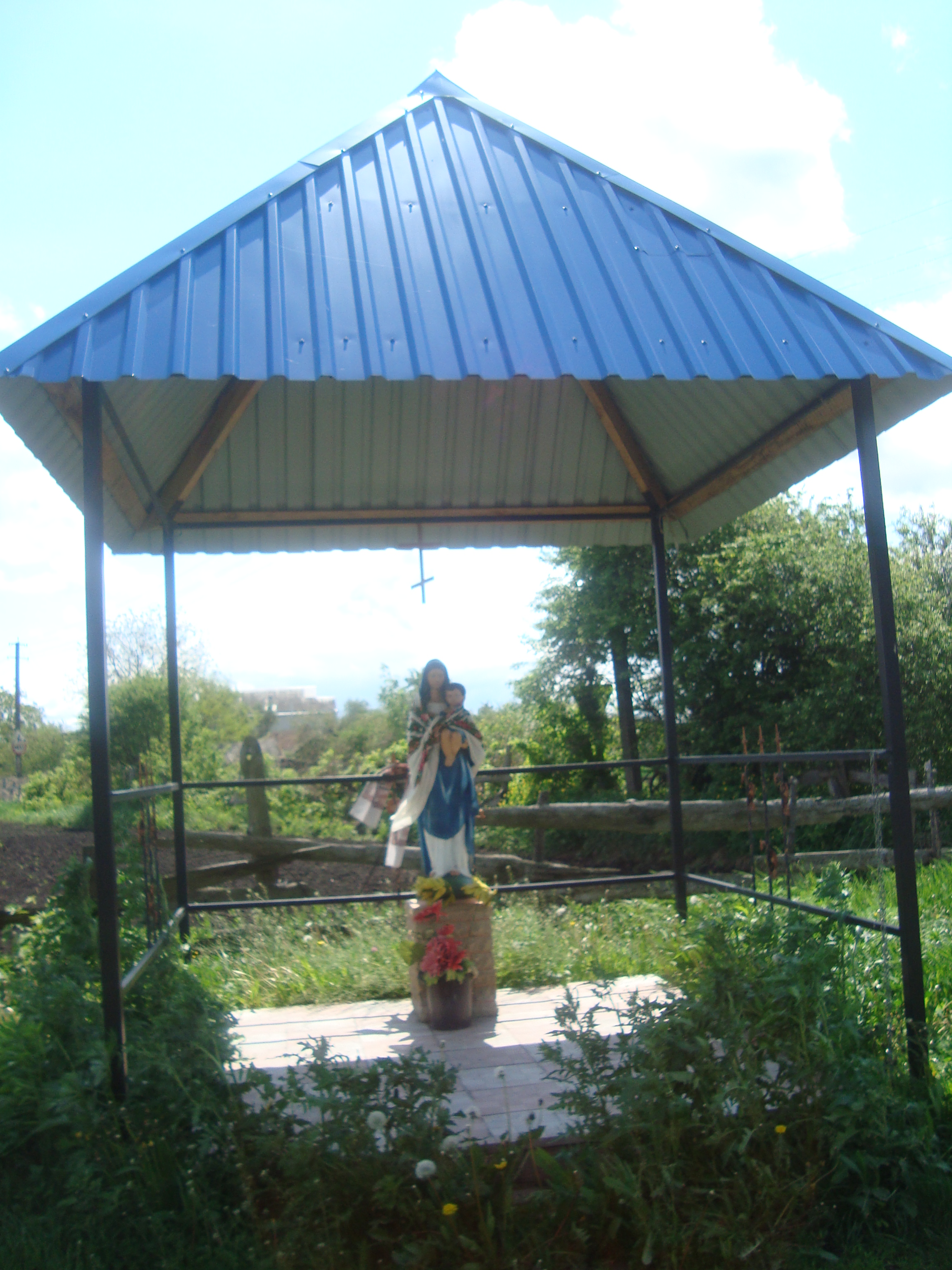
Капличка с. Кулибаба

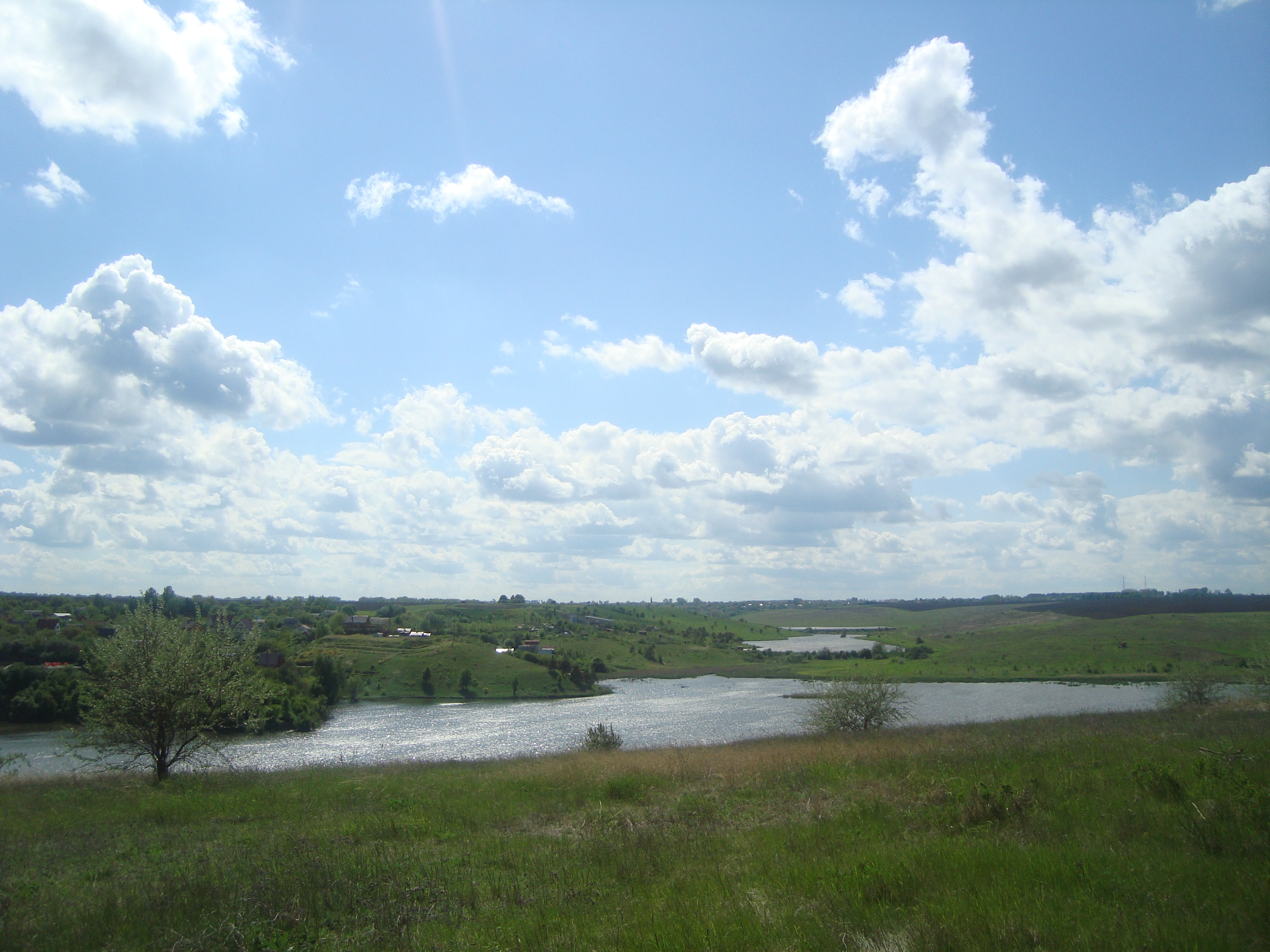
Каскад ставків у селі Кулибаба